# Amo (Caria)
Amo (en griego antiguo: Ἄμος, posiblemente procedente de ἄμμος - arenoso, en turco: Hisarburnu) fue un antiguo asentamiento griego (dēmē)  en Caria, localizado cerca de la actual ciudad de Turunç, en Turquía.

## Historia
Amo se encontraba en la Perea Rodia, en la costa mediterránea de Caria. Probablemente disponía de conexiones con Lindos, tal y como demuestran descubrimientos epigráficos en esta ciudad. Sus conexiones con las poleis de Rodas se refuerzan con el descubrimiento de inscripciones escritas en griego dórico en el sitio arqueológico.
Fue incorporada a la Liga de Delos junto al resto de áreas de influencia rodia, y es mencionada en la lista de tributarios atenienses como perteneciente a la comunidad de los kherronēsioi ("las gentes de la península"). La península a la que hacen referencia es probablemente la península de Loryma. El resto de miembros de esta comunidad son desconocidos. En algún momento durante este periodo, Amo y los otros dos miembros de los kherronēsioi entraron en una unión económica (συντέλεια) para poder pagar sus tributos. Los miembros de esta synteleia debieron integrar la mayoría de la península de Loryma.
A través de tres inscripciones (SEG 14.683; 14.684; 14.685) se deduce que en Amo hacia 200 a. C. existía un consejo de hieromnamon, o «recordadores sagrados» que eran responsables de mantener y recordar los acuerdos legales y otros procedimientos jurídicos.
Los habitantes de la periferia rodia, y por tanto de Amo, eran ciudadanos de Rodas a todos los efectos. Sin embargo, parece que los amianos, de origen lindense, no disponían de la ciudadanía de Lindos. Las inscripciones mencionadas más arriba indican que la ciudad (ha polis, es decir, Rodas) tenía derecho a desalojar a los inquilinos y ejecutar sanciones, mostrando que la polis tenía fuertes intereses en el área.

## Restos

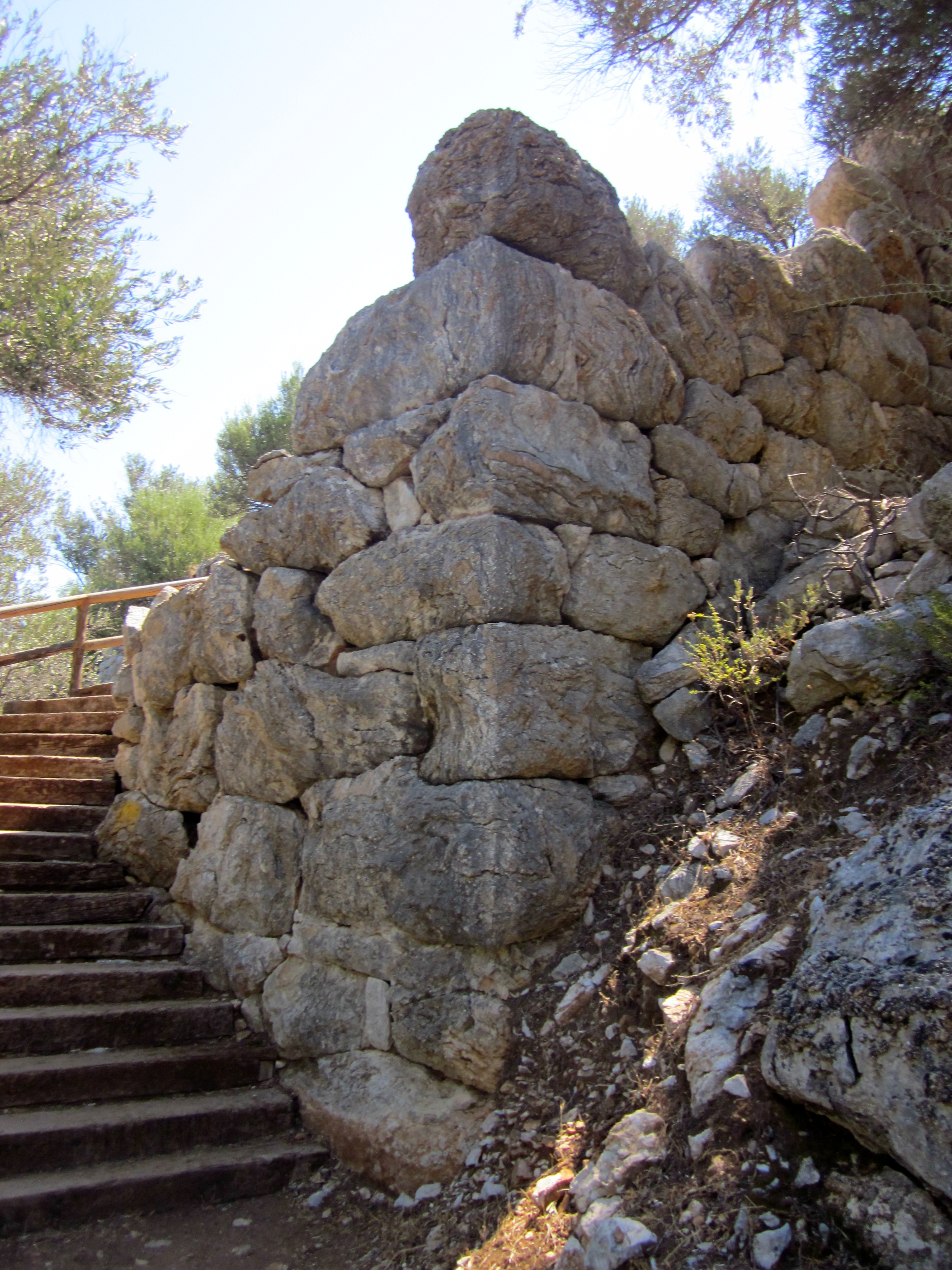
Torre helenista de la antigua Amo.

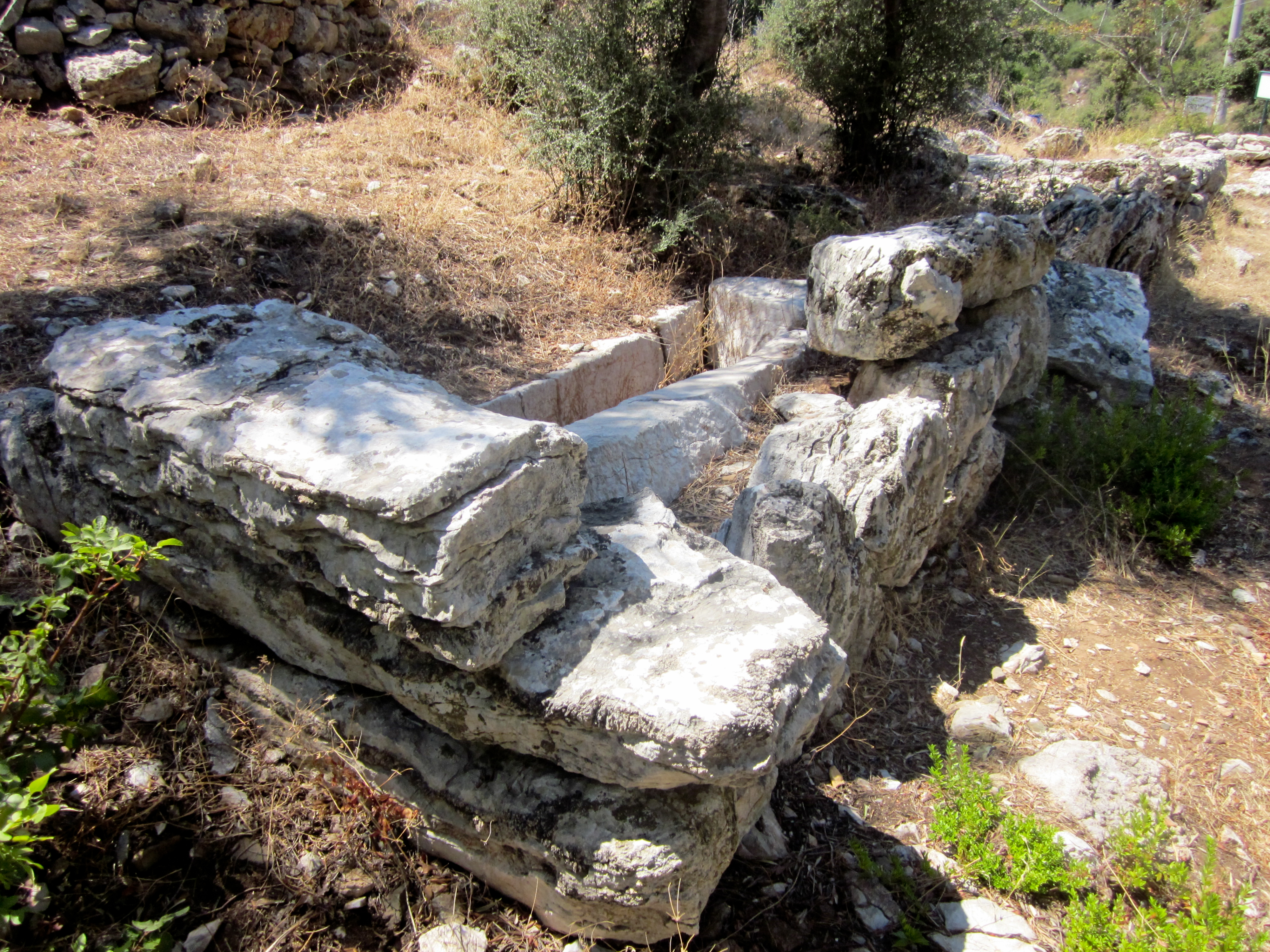
Tumba de la necrópolis.

Los restos de la antigua Amo tienen su punto central en la colina de Asarcık en Hisarburnu (en turco: punto fortificado), sobre el golfo de Marmaris. La muralla de la ciudad consiste en ladrillo poligonal que data del periodo helenístico, bastante bien conservada en la cara norte, donde los muros y las torres alcanzan los 3-4 metros de altura. La muralla meridional ha desaparecido prácticamente debido a la erosión. Se conservan cinco torres, todas ellas sólidas excepto una. Hay una puerta en el muro norte, que probablemente fuera la entrada principal de la ciudad. Basándose en el tipo de ladrillo utilizado, la construcción de la muralla original data del siglo IV a. C.
De los restos intra muros el más importante es el teatro. De los tres teatros griegos preservados en la periferia rodia, el de Amo es el único que mantiene parte de la skēnē y la orchesta. El aforo aproximado del teatro se ha estimado en 1300. G. E. Bean encontró en 1948 un fragmento de un altar a Dioniso en el terreno de la Orchesta.
En lo alto de la colina, al oeste del teatro, se encuentran varios fragmentos de una base de estatua helenista circular o semicircular.
Más al oeste, cerca de las murallas, se encuentran los cimientos de un pequeño templo in antis con su pronaos, 6.8 m de ancho y 13.8 m de largo. Inscripciones encontradas en las vecindades que refieren al templo muestran que probablemente estaba dedicado a Apolo Samnaios («Apolo de la Colina»), una deidad conocida solo por este lugar.
La necrópolis se encuentra justo fuera de los límites de la ciudad, al norte de la muralla urbana. Varias tumbas cavadas en la roca son visibles en el terreno, junto a algunas inscripciones y fragmentos de arquitectura monumental.